# Fraunces Tavern
Fraunces Tavern, (en català Taverna Fraunces), és un restaurant i un museu del sud de Manhattan. Frances Tavern té la reputació de ser l'immoble més vell de New York. Aquesta característica és sovint discutida. Força gent considera que l'edifici actual no té gairebé res autèntic, degut a les nombroses restauracions i reconstruccions que ha conegut al llarg dels segles. Tot i això continua sent cert que Fraunces Tavern és un lloc important a la història de la ciutat.

## Història
El 1700, el Coronel Stephanus Van Cortlandt va donar la seva propietat, que havia construït el 1671, al seu gendre, Etienne DeLancey, un Hugonot. DeLancey va començar la construcció de l'edifici original el 1719. Els hereus de DeLancey van vendre la casa a Samuel Fraunces el 1762, que en va fer una taverna popular, on es reunien sobretot els Fills de la Llibertat. Després que els Americans van obtenir la seva independència, George Washington hi va fer el comiat als seus oficials, el 1783. La taverna va continuar funcionant al segle xix, però experimentà diversos incendis el 1832. Després de diverses reconstruccions, l'estructura havia canviat d'aparença, fins al punt que s'ignora la seva configuració original.

## La reconstrucció
El 1900, els propietaris de Fraunces Tavern van considerar d'enderrocar l'edifici. Nombroses associacions, com els  Fills de la Revolució es van mobilitzar per preservar aquesta construcció. Gràcies a allò, s'hi va poder fer una important reconstrucció el 1907.

## L'atemptat de 1975
El 24 de gener de 1975, una bomba posada per un grup de nacionalistes  porto-riquenys, Els Fuerzas Armadas de Liberación Nacional, va explotar a l'immoble. L'atemptat va costar la vida a quatre persones.